# Сен-Ремимон (Мёрт и Мозель)
Сен-Ремимо́н (фр. Saint-Remimont) — коммуна во французском департаменте Мёрт и Мозель, региона Лотарингия. Относится к  кантону Аруэ.

## География
Сен-Ремимон расположен на северо-востоке Франции в 23 км на юг от Нанси. Соседние коммуны: Кревешам на севере, Нёвиль-сюр-Мозель на востоке, Ланёввиль-деван-Байон на юге.

## История
На территории коммуны находятся следы галло-романской культуры. Впервые упоминание Сен-Ремимоне появилось в X веке.

## Демография
Население коммуны на 2010 год составляло 335 человек.
| 1962 | 1968 | 1975 | 1982 | 1990 | 1999 | 2010 |
| ---- | ---- | ---- | ---- | ---- | ---- | ---- |
| 164  | 146  | 154  | 281  | 326  | 338  | 335  |